# Джем Майстер Джей
Джейсон Вільям Майзелл  (англ. Jason William Mizell ; 21 січня 1965 - 30 жовтня 2002 ), більш відомий під сценічним псевдонімом Джем Майстер Джей (англ. Jam Master Jay ) - американський діджей, музичний продюсер, репер і учасник популярної хіп-хоп- групи Run-D.M.C.. У 1980-х роках Run–D.M.C. став одним з найбільших хіп-хоп гуртів, якому приписують прорив хіп-хопу в музикальні чарти.

## Ранні роки життя
Джейсон народився в Брукліні ( Нью-Йорк ) у родині Джессі Майзелла та Конні Томпсон Майзелл (пізніше Конні Майзелл-Перрі). Він був третьою дитиною в сім'ї після Марвіна Томпсона та Боніти Джонс.  Він переїхав з Брукліна в Холліс, Квінс в 1975 році. Він і його батьки, Джессі, соціальний працівник, і Конні, вчителька, жили в неспокійній частині міста поряд з парком Two-Fifth Park та Холліс-авеню. Сильний та впевнений у собі, Джей був природженим лідером, і у віці 14 років він сформував свою власну банду, Холліс Крю (англ. Hollis Crew), яка правила коридорами середньої школи Ендрю Джексон Хай Скул (англ. Andrew Jackson High School). «Якщо ви погано вчиняли з Джейсоном, то у вас були великі проблеми», — згадував колишній однокласник після того як минуло кілька років. «Він тримав під контролем усю школу. Ніхто не чіпав його». 
Незабаром після переїзду в Холліс Джей захопився музикою. Він почав вивчати гру на бас-гітарі та на ударних інструментах, і мріяв приєднатися до групи. Через три роки він почав відвідувати популярні вечірки в прилеглому парку Two-Fifth Park і зацікавився хіп-хопом, а особливо діджеїнгом. Його мама була рада, що у її сина з'явилося хобі, яке тримало його вдома, подалі від неприємностей, і тому встановила у підвалі два програвачі та звуковий мікшер. Джейсон швидко опанував навички повторення уривків пісні, обертання платівки у зворотний бік і скретчингу .
Однак, як тільки йому виповнилося 15 років, Джей справді почав серйозно ставитись до своєї музики. Одного разу, коли він навчався у 10 класі середньої школи, Джею не пощастило зустріти однокласника на Холліс-авеню одразу після того, як інший підліток пограбував будинок. Раптом поліцейська машина зупинилася поряд із двома юнаками. Справжній грабіжник втік, і Джей опинився під арештом через підозру у зламі та проникненні. Наступні чотири дні Джей провів у виховній колонії Spofford Juvenile Facility у Бронксі, колишньому ізоляторі для хлопчиків-підлітків, що був відомий своїм насильством над ув'язненими та розповсюдженням наркотиків на території. Сподіваючись заспокоїти свою стурбовану матір, Джей сказав їй, що його перебування у Споффорді було досить кумедним. На його страх, його план повністю провалився. Переконана в тому, що її син уже на шляху до того, щоб стати запеклим злочинцем, Конні заплакала. Через роки Джей згадав, що сльози його матері цього дня ознаменували собою важливий поворотний момент у його житті. Вирішивши досягти чогось самостійно і повернути повагу своїх батьків, Джей почав присвячувати більшу частину свого вільного часу музиці та особливо діджеїнгу. 

## Кар'єра
До весни 1980 року, коли Джозеф «Ран» Сіммонс зламав свою руку і втратив роботу з Кертісом Блоу, Джей уже став одним із найпопулярніших діджеїв у Холлісі. Використовуючи сценічне ім'я «Джаззі Джейс» (англ. Jazzy Jase ), він був головною пам'яткою в парку Two-Fifth Park на безкоштовних хіп-хоп-вечірках, він навіть зміг влаштувати кілька прибуткових концертів у місцевих барах і клубах. Джейсон був членом групи діджеїв Two-Fifth Down, яка приносила до парку свої програвачі, мікшери, динаміки та платівки із записами. Джей був популярний своїм розкішним гардеробом та відношенням до бі-боїв. 
Оскільки Джей найбільше цікавився напрямком діджеїнгу, а не виконанням репу, то під час вечірок у парку Two-Fifth Park він завжди щедро ділився своїм мікрофоном із молодими потенційними реперами у натовпі. Джей постійно пропонував мікрофон Рану, якого він знав зі школі та грав із ним у баскетбол. 
У січні 1983 року Джозеф "Ран" Сіммонс і Дерріл "Ді" МакДеніелс записали свої перші пісні, "It's Like That" і "Sucker MC's", завдяки яким вони уклали угоду з лейблом Profile Records.  Але Джейсона не було того дня на студії, оскільки «вони не знали, що повинні були піти до студії того дня. »  Після того, як Ран і Ді уклали свою першу угоду на випуск синглу, Ран сказав Джею, що він візьме його як діджей для їх нової групи: «Джей був дуже хороший хлопець, і я пообіцяв йому, що якщо я укладу угоду на запис платівки, то я візьму його як мого діджея». 
В альбомі Run-D.M.C. Raising Hell, Майзелл грав на клавішних, басу та ударних, на додачу до його звичайної роботи як діджея на вінілових програвачах. У 1987 році за альбом Raising Hell Джем Майстер Джей у складі гурту Run-D.M.C. був номінований на премію Греммі в номінації « Найкраще виконання дуетом або гуртом у стилі ритм-н-блюз ».  У тому ж році за альбом Raising Hell Джем Майстер Джей у складі гурту Run-D.M.C. був номінований 5 разів на премію American Music Awards . 
У складі гурту Run-D.M.C. Джем Майстер Джей випустив 7 студійних альбомів і знявся у 5 фільмах: Краш Грув (1985), Big Fun In The Big Town (1986), Tougher Than Leather (1988), Who's The Man? (1993), The Show (1995). 
У 1989 році Джей створив власний лейбл JMJ Records . На лейблі випускалися такі артисти як The Afros, Fam-Lee, Onyx, Jayo Felony, Suga та 50 Cent, Cream Team. Лейбл припинив своє існування у 2002 році після вбивства його засновника. За 13 років існування JMJ Records випустив 6 студійних альбомів та близько 25 синглів.
Після досягнення відносної популярності Майзелл використав псевдонім Джей Гамбулос (англ. Jay Gambulos), щоб уникнути небажаної уваги від суспільства. 
У 1996 році Джей узяв під своє крило молодого репера новачка з Квінса, Кертіса Джексона, якого він навчив основам ритму, дозволив йому випробувати свій талант на професійному обладнанні в студії звукозапису і дав йому перші реальні можливості для виступів перед аудиторією.  З роками Джем Майстер Джей стане для нього не просто наставником, а й близьким другом. У тому ж році Джей підписав контракт із 50 Cent, який дозволив реперу продовжувати писати та записувати треки, хоча не було жодної гарантії, що вони будуть випущені у вигляді альбому. Джей продюсував дебютний альбом для Фіфті Цента, який планував випустити на лейблі JMJ. Однак, після невдалого процесу написання і кількох затримок продакшена, альбом був відкладений і ніколи не випущений у світ. 
У 2002 році Джейсон Майзелл разом з Робом Прінсіпі заснував академію Scratch DJ Academy в Манхеттені, де щорічно понад 50 тисяч людей навчаються діджеїнгу. 

## Стиль одягу
Вирішивши виділитися з решти натовпу, Джей розробив свій власний унікальний стиль ще в дев'ятому класі. Протягом усіх шкільних років фірмовим вбранням Джея був чорний велюровий капелюх з пір'ям, чорно-білі кросівки Adidas з гострими носами та джинси фірми Lee. Ретельно продуманий до дрібниць, він завжди намагався узгодити колір своєї сорочки зі своїми шнурками. До того моменту, як він вступив до коледжу, час та зусилля, які були потрібні для зміни його шнурків щодня, змусили Джея повністю відмовитися від їхнього носіння.
Рассел Сіммонс переконав групу прийняти простий, але водночас і драматичний новий образ, значною мірою заснований на особистому стилі Джейсона: чорні велюрові та фетрові капелюхи; чорні шкіряні костюми; кросівки Adidas без шнурків; і масивні золоті ланцюжки на шиї. Версія для теплої погоди, яка фактично стала уніформою Run-D.M.C. протягом наступного десятиліття, включала: чорний махровий капелюх Kangol замість фетрового капелюха і зігріваючий костюм Adidas замість шкіряного піджака і штанів.
Покращений «вуличний» образ Джем Майстер Джея допоміг групі Run-D.M.C. різко контрастувати із модними крайностями інших сучасних реп-виконавців. Блискучі облягаючі штани, шиповані куртки, високі чоботи до стегна та яскраве хутро були стандартним сценічним вбранням для Грендмастера Флеша, Кертіса Блоу та інших ранніх зірок хіп-хопу. Роки по тому DMC припустив, що невибагливий стиль одягу Run-D.M.C. став ключовим фактором у їхній зростаючій популярності за рахунок старших реперів на початку 1980-х: «Ми прийшли вбраними як є, і це змусило шанувальників ставитися до нас з більшою довірою, ніж до будь-яких інших реп-груп, тому що коли вони дивилися на сцену і бачили нас, це було схоже на відображення у дзеркалі», — розмірковував DMC. 

## Смерть
30 жовтня 2002 року 37-річного Джейсона Майзелла застрелили у власній студії звукозапису 24/7 Studios, що знаходиться на другому поверсі офісної будівлі за адресою 90-10 Merrick Boulevard в Джамейку ( Квінз, Нью-Йорк ) . Інший постраждалий, 25-річний Уріель Рінкон, отримав поранення в ногу і був доставлений до районної лікарні  . Слідчі виявили дві гільзи від набоїв 45 калібру, але не змогли зрозуміти мотив. Свідки описали стрільця як молодого чорношкірого чоловіка у білому спортивному костюмі чи толстовці. Поліція повідомила, що в будинок увірвалися двоє озброєних злочинців, вони піднялися в студію на другому поверсі і застрелили Джем Майстер Джея зблизька  . Після його смерті кілька артистів висловили свою скорботу у зв'язку з втратою в хіп-хоп товаристві і згадали його за вплив на музику та жанр  . Майзелл був похований 5 листопада 2002 на цвинтарі Фернкліфф в Хартсдейлі, штат Нью-Йорк  .